# Medienwirtschaft
Die Medienwirtschaft ist ein Wirtschaftszweig, der die Aktivitäten aller Marktteilnehmer im Hinblick auf die Produktion, den Vertrieb, Handel und Konsum von Medien umfasst.

## Allgemeines
Ein Medium ist im kommunikationswissenschaftlichen Sinne der Träger und Übermittler von Medieninhalten, also von Informationen, Nachrichten oder Unterhaltung. Wird es als Hilfsmittel (Kommunikationsmittel) eingesetzt, erfolgt die Kommunikation zwischen Absender und Empfänger nicht direkt, sondern indirekt über das Medium als Vermittler. Die Medienwirtschaft beschäftigt sich mit der Herstellung und Verwendung dieser Medien, um den Bedarf der Nachfrager zu befriedigen.
Die Medienwirtschaft ist mit der Wertschöpfung bei der Publikation und Übermittlung von Medieninhalten verschiedenster Art und Darstellungsweisen verbunden. Wegen der zunehmenden Medialisierung können sich auch Teilbereiche anderer Wirtschaftszweige zu Teilen der Medienwirtschaft entwickeln.

## Zweige der Medienwirtschaft
Kern der Medienwirtschaft bilden Fernsehen, Filmwirtschaft, Radio und Printmedien. Sie sind die wesentlichen Erkenntnisobjekte der Medienbetriebslehre:
| Wirtschaftszweig  | Medienunternehmen                                    | Medienprodukte |
| ----------------- | ---------------------------------------------------- | --- |
| Rundfunk          | Rundfunkveranstalter (Fernsehen und Radio)           | Fernsehsendung, Radiosendung                                                                                              |
| Filmproduktion    | Filmproduktionsgesellschaften                        | Fernsehfilme, Kinofilme, Videogames                                                                                       |
| Internet          | Internetdienstanbieter                               | Datenträger, elektronischer Handel, Suchmaschinen, soziale Netzwerke, Instant Messaging, Streaming Media, Video-on-Demand |
| Musikindustrie    | Tonträgerunternehmen                                 | Tonträger (Compact Discs, Schallplatten), Musikdownloads, Musikstreaming                                                  |
| Telekommunikation | Telekommunikationsunternehmen                        | Internetdienste, Mobilfunk, Telefonie                                                                                     |
| Verlagswesen      | Buchverlage Fachverlage Musikverlage Zeitungsverlage | Bücher, E-Books Fachliteratur Management von Urheberrechten Zeitungen, Zeitschriften                                      |

Die Musikverlage beispielsweise gehören formell und statistisch zum Verlagswesen, wirtschaftlich werden sie zur Musikindustrie gerechnet. Keine Medienunternehmen der Medienwirtschaft sind unter anderem Film- und Musikproduzenten, Künstleragenturen, Nachrichtenagenturen, Tonstudios oder Verwertungsgesellschaften, weil sie lediglich Vorleistungen oder Vorleistungsgüter 
erbringen.

## Medienmarkt
Der Medienmarkt ist der wirtschaftlich wichtigste Teil der Medienwirtschaft und ein Teil des Gütermarktes, da den Medienprodukten in der Fachliteratur ihr Gütercharakter zugestanden wird. In der Medienwissenschaft werden sie auch als Informationsgüter bezeichnet.
Auf dem Medienmarkt treffen Angebot und Nachfrage nach Medienprodukten aufeinander. Medienprodukte im Sinne der ökonomischen Gütertypologie sind Leistungsergebnisse von Medienunternehmen, die Kommunikationsinhalte kreieren, sammeln und bündeln, Kommunikationsmittel produzieren oder Kommunikationsträger bereitstellen. Medienprodukte bestehen aus einem Träger (etwa Papier, Radiowellen, Vinyl oder Zelluloid), auf dem der Medieninhalt (englisch content) als wesentlicher Teil des Medienprodukts im Hinblick auf den Kundennutzen enthalten ist. Auch Bildträger, Tonträger oder sonstige Datenträger sind Medienprodukte. Zu den Medienprodukten gehören insbesondere Printprodukte (Zeitungen. Zeitschriften), Rundfunkprogramme für Fernsehen und Radio in analoger und digitaler Form sowie Angebote des Internets. Sie bestehen aus dem Medieninhalt und dem Träger, der diese Inhalte transportiert und haltbar macht. In der Medienwissenschaft werden  digitale Medienprodukte als Informationsgüter bezeichnet. Schallplatten sind demnach Medienprodukte, Audio-CDs mit gleichem Inhalt dagegen Informationsgüter.
Das Medienmarketing fragt nach den Gründen für die Mediennutzung, den Präferenzen der Rezipienten (MedienNutzerTypologie) und den bei diesen ablaufenden Entscheidungsprozessen.

## Studium
Studiengänge
Medienwirtschaft ist ein Studiengang, der z. B. an der Hochschule RheinMain, der Hochschule der Medien Stuttgart, der Technischen Universität Ilmenau, der Universität Bayreuth, der Jade Hochschule, der DHBW Ravensburg, der privaten Hochschule Fresenius wie auch der privaten Rheinische Fachhochschule Köln und der privaten Fachhochschule des Mittelstands Bielefeld mit den Abschlüssen Bachelor und Master angeboten wird. Häufig wird der Studiengang auch als Media Management deklariert. Damit ist er dem in Deutschland weiter verbreiteteren Studiengang Medienmanagement sehr ähnlich und soll den Studenten sowohl betriebswirtschaftliche als auch medientechnische Inhalte vermitteln.
Studieninhalte
Das besondere dieses Studiengangs liegt in der Vermittlung von Kenntnissen, Fähigkeiten und praktischen Fertigkeiten auf den Gebieten der Wirtschafts- und Rechtswissenschaften, der Medientechnologie sowie der Medienwissenschaft. Dieser interdisziplinäre Ansatz soll die Absolventen befähigen, in eigener Verantwortung und in fachübergreifender Zusammenarbeit mit Betriebswirten, Medientechnologen, Medienwissenschaftlern sowie Partnern anderer Fachrichtungen betriebswirtschaftliche Abläufe unter Berücksichtigung insbesondere medienspezifischer Fragestellungen zu gestalten und zu steuern.
Im Rahmen des Bachelorstudiums werden grundlegende Fachkenntnisse vermittelt. In den höheren Semestern werden einführende Lehrveranstaltungen in fachliche Vertiefungsfächer insbesondere der Betriebswirtschaftslehre angeboten. Eine Spezialisierung entsprechend den persönlichen Interessen erfolgt im Hauptstudium des Bachelor-Studiengangs und im Masterstudium, das Inhabern eines ersten berufsqualifizierenden Hochschulabschlusses (Bachelor, Diplom) offensteht.
Mit Blick auf die Internationalisierung von Studium und Arbeitswelt ist die Verbesserung von Fremdsprachenkenntnissen Bestandteil des Studiums. Ein Auslandsaufenthalt an einer Universität oder im Rahmen des Praktikums wird empfohlen.
Die Universität Bayreuth bietet seit dem Sommersemester 2009 einen Masterstudiengang Medienkultur und Medienwirtschaft. Dabei handelt es sich um ein interdisziplinäres Studium, in dem Medien-, Geschichts-, Rechts-, Wirtschafts- und Informationswissenschaft kombiniert werden. Ab dem Sommersemester 2010 begann auch das gleichnamige Promotionsprogramm. Die Master- und Promotionsstudenten erhalten eine fundierte forschungsorientierte Ausbildung. Im Verlauf ihres Studiums erlangen sie vielseitige Kompetenzen in unterschiedlichen Bereichen der Medienwelt. Ihnen eröffnen sich zahlreiche Berufsmöglichkeiten in Wissenschaft und Praxis. Wichtige Forschungsschwerpunkte stellen dabei die aktuelle sowie zukünftige Entwicklung und Anwendung der Neuen Medien wie Internet und Mobile TV dar. Internationale Gastwissenschaftler und erfahrene Praktiker komplettieren den neuen Studiengang.